# Team Downey
Team Downey — американская кинокомпания, основанная Робертом Дауни-младшим и Сьюзан Дауни и снимающая фильмы с использованием телевизионных свойств. Дэвид Гамбино является президентом производства.Компания была основана в Warner Bros. с момента ее основания в 2010 году, но ушла в октябре 2016 года, когда компания получила первый контракт с Sonar Entertainment. Тем не менее, компания по-прежнему будет частью «самых приоритетных проектов» Warner Bros, таких как экранизация сказки «Приключения Пиноккио. История деревянной куклы» и расширенная медиафраншиза, общая вселенная, состоящая из фильмов «Шерлок Холмс» (2009) и «Шерлок Холмс: Игра теней» (2011), предстоящего третьего фильма и двух потоковых телесериалов HBO Max по состоянию на апрель 2022 года.

## Filmography

### Film
| Год  | Фильм                                       | Режиссёр        | Примечания           |
| ---- | ------------------------------------------- | --------------- | -------------------- |
| 2014 | «Судья»                                     | Дэвид Добкин    |                      |
| 2020 | «Удивительное путешествие доктора Дулиттла» | Стивен Гейган   | [ 6 ]                |
| TBA  | «Шерлок Холмс 3»                            | Декстер Флетчер |                      |
| TBA  | Sr.                                         | Крис Смит       | документальный фильм |

### Телевидение
| Год        | Название                                 | Сеть    | Примечания |
| ---------- | ---------------------------------------- | ------- | ---------- |
| 2020–н. в. | «Перри Мейсон»                           | HBO     |            |
| 2021–н. в. | «Sweet Tooth: мальчик с оленьими рогами» | Netflix |            |
| TBA        | первый спин-офф серии «Шерлок Холмс»     | HBO Max |            |
| TBA        | второй спин-офф серии «Шерлок Холмс»     | HBO Max |            |
| TBA        | «Sphere»                                 | HBO Max |            |